# Секейска земя
Шаблон:Исторически региони в Трансилвания
Секейската земя, също Секейския край, (руни: ; на унгарски: Székelyföld; на румънски: Ținutul Secuiesc) е форма на местна административна самоорганизация на секеите в Румъния и по-точно в Трансилвания.
Датира от 5 септември 2009 г. и обхваща по-голяма част от територията на окръзите Ковасна, Харгита и Муреш, в които по-голяма част от населението са секеи .

## История
Територията на Секей е част от Аварския хаганат през средновековието. През този период авари и славяни мигрират в Трансилвания. От 900 до 1526 г. районът е под пряк контрол на Унгарската държава. Счита се, че секеите се заселват в Трансилвания през 12 век от територии в днешните области Хайду-Бихар и Бихор.
Още от средновековието секеите са известни като смели воини, играещи важна роля в унгарската армия. Етногенезисът им, както и този на унгарците, все още не е достатъчно изучен. От 12 и 13 век до 1876 г. Секейската земя се радва на значителна, но променлива автономия, първо като част от Кралство Унгария, после като част от Княжество Трансилвания. В днешно време самите секеи се считат за унгарци. В състава на Съюза на трите нации те встъпват като главни предводители на Трансилвания, където те, бидейки католици, напълно подчиняват под своя власт румънското православно мнозинство, което през 18 – 20 век се противопоставя на процеса на маджаризация.
На 9 януари 1919 г. е направен опит в Одорхею Секуйеск за създаване на Секейска република, който се оказва неуспешен. След Трианонския договор от 1920 г. Трансилвания преминава от Унгария в състава на Румъния. От 1920-те години нататък ареалът на секеите и чангошите е напълно обграден от територията на разселване на румънския народ, който оказва мощен асимилативен натиск. През Втората световна война Вторият виенски арбитраж с участието на Германия и Италия връща северната част на Трансилвания на Унгария през 1940 г., но след войната тези решения не са признати юридически и довоенните граници на Румъния са възстановени.
След 1930 г. румънските власти започват румънизация на унгарското население в Секейската земя. По това време започва променянето на имената на места и улици на румънски такива. В периода 1952 – 1968 г. в състава на социалистическа Румъния съществува Унгарска автономна област. При Чаушеску, който провежда репресивна политика по отношение на националните малцинства, автономната област е премахната в хода на административна реформа.

## Население
Според преброяването от 2011 г., 609 033 унгарци (56,8%) живеят в окръзите Ковасна, Харгита и Муреш (от 1 071 890 души общо). В Муреш румънците са мнозинство (52,6%), докато в другите два окръга унгарците са мнозинство (71,6% в Ковасна и 82,9% в Харгита). Преброяването от 2011 г., съпоставено с данните от преброяването от 2002 г., показва, че румънците в Секейската земя намаляват (основно поради миграция).
Търгу Муреш е дом на най-голямата унгарска общност в Румъния (57 532 души към 2011 г.), но самият град е с румънско мнозинство (66 943 от 127 849 души).
- Етническа карта на Харгита, Ковасна и Муреш от 1992 г., показваща райони с унгарско мнозинство.
- Етническа карта на Харгита, Ковасна и Муреш от 2002 г., показваща райони с унгарско мнозинство.
- Етническа карта на Харгита, Ковасна и Муреш от 2011 г., показваща райони с унгарско мнозинство.